# Manuela Barros Ferreira
Manuela Alexandra Queiroz de Barros Ferreira (Braga, 8 de setembro de 1938–Mértola, 23 de julho de 2022) foi uma investigadora, filóloga e escritora portuguesa.

## Carreira
Foi investigadora no Centro de Linguística da Universidade de Lisboa entre 1973 e 2001. Coordenou entre 1997 e 1999 a equipa responsável pela instituição da Convenção Ortográfica da Língua Mirandesa o que resultou do reconhecimento da língua mirandesa enquanto língua oficial.
Depois de aposentada colaborou com o Campo Arqueológico de Mértola até 2015 onde constituiu um grupo de trabalho luso-espanhol que publicou a bibliografia linguística, histórica e etnográfica sobre a fronteira Norte-Sul.
Desde de 2003 começou a publicar recorrentemente obras de carácter literário.
Foi casada com o arqueólogo Cláudio Torres desde 1961 com quem teve duas filhas.

## Obras
Literárias
- Relatório circunstanciado de uma vida a dois. Afrontamento. 2021.
- A Senhora de Todas as Mortes. Afrontamento. 2018.
- Casa, Casarão, Minha Casinha. Com Cláudio Torres. Althum. 2017.
- Contos de Querer e Poder. ilustração de Manuela Bacelar. Afrontamento. 2017.
- O Medronho – L Madronho – El Madroño. Afrontamento. 2015.
- A Cor das Nuvens. ilustração de Nádia Torres. Afrontamento. 2015.
- Meia-Bola. Ilust. André da Loba. Eterogémeas. 2006.

Como investigadora
- Língua e património: a palavra como lugar de onde se vê o mundo. In Isquerdo. 2008.
- Convenção Ortográfica da Língua Mirandesa. (coord.). 1999.
- Vestígios do romance moçarábico em Portugal. In Arqueologia Medieval. 1992.